# Sideridis cinerascens
Sideridis cinerascens là một loài bướm đêm trong họ Noctuidae.